# Mouthier-en-Bresse
Pour les articles homonymes, voir Moutier (homonymie) et Bresse (homonymie).
Mouthier-en-Bresse est une commune française située dans le département de Saône-et-Loire, en région Bourgogne-Franche-Comté.

## Géographie
Mouthier fait partie de la Bresse bourguignonne, et est plus spécifiquement dans la Bresse louhannaise, avec Bellevesvre et Pierre-de-Bresse, à l’opposé de la Bresse comtoise avec Chaumergy et Chapelle-Voland. La commune est très étendue. Sa superficie est de 3 032 ha, dont 800 sont boisés. Elle est traversée par une petite rivière, la Brenne.
Le village, situé à 30 km de Lons-le-Saunier et Louhans, 35 km de Dole, 45 km de Chalon-sur-Saône, 70 km de Dijon et 140 km de Lyon, est assez isolé.

### Communes limitrophes
Mouthier-en-Bresse est limitrophe de onze autres communes, dont six sont situées dans le département du Jura.

### Climat
Pour des articles plus généraux, voir Climat de la Bourgogne-Franche-Comté et Climat de Saône-et-Loire.
En 2010, le climat de la commune est de type climat océanique dégradé des plaines du Centre et du Nord, selon une étude du Centre national de la recherche scientifique s'appuyant sur une série de données couvrant la période 1971-2000. En 2020, Météo-France publie une typologie des climats de la France métropolitaine dans laquelle la commune est exposée à un climat semi-continental et est dans la région climatique Bourgogne, vallée de la Saône, caractérisée par un bon ensoleillement (1 900 h/an), un été chaud (18,5 °C), un air sec au printemps et en été et des vents faibles.
Pour la période 1971-2000, la température annuelle moyenne est de 10,9 °C, avec une amplitude thermique annuelle de 17,6 °C. Le cumul annuel moyen de précipitations est de 997 mm, avec 12,1 jours de précipitations en janvier et 8,3 jours en juillet. Pour la période 1991-2020, la température moyenne annuelle observée sur la station météorologique de Météo-France la plus proche, « Lombard », sur la commune de Lombard à 12 km à vol d'oiseau, est de 12,1 °C et le cumul annuel moyen de précipitations est de 1 128,6 mm. 
La température maximale relevée sur cette station est de 39,5 °C, atteinte le 24 juillet 2019 ; la température minimale est de −16,5 °C, atteinte le 5 février 2012,,.
Les paramètres climatiques de la commune ont été estimés pour le milieu du siècle (2041-2070) selon différents scénarios d'émission de gaz à effet de serre à partir des nouvelles projections climatiques de référence DRIAS-2020. Ils sont consultables sur un site dédié publié par Météo-France en novembre 2022.

## Urbanisme

### Typologie
Au 1er janvier 2024, Mouthier-en-Bresse est catégorisée commune rurale à habitat très dispersé, selon la nouvelle grille communale de densité à sept niveaux définie par l'Insee en 2022.
Elle est située hors unité urbaine et hors attraction des villes,.

### Occupation des sols
L'occupation des sols de la commune, telle qu'elle ressort de la base de données européenne d’occupation biophysique des sols Corine Land Cover (CLC), est marquée par l'importance des territoires agricoles (71,5 % en 2018), une proportion sensiblement équivalente à celle de 1990 (71,3 %). La répartition détaillée en 2018 est la suivante : zones agricoles hétérogènes (46,4 %), forêts (26,4 %), prairies (17,7 %), terres arables (7,4 %), eaux continentales (1,1 %), zones urbanisées (0,9 %). L'évolution de l’occupation des sols de la commune et de ses infrastructures peut être observée sur les différentes représentations cartographiques du territoire : la carte de Cassini (XVIIIe siècle), la carte d'état-major (1820-1866) et les cartes ou photos aériennes de l'IGN pour la période actuelle (1950 à aujourd'hui).

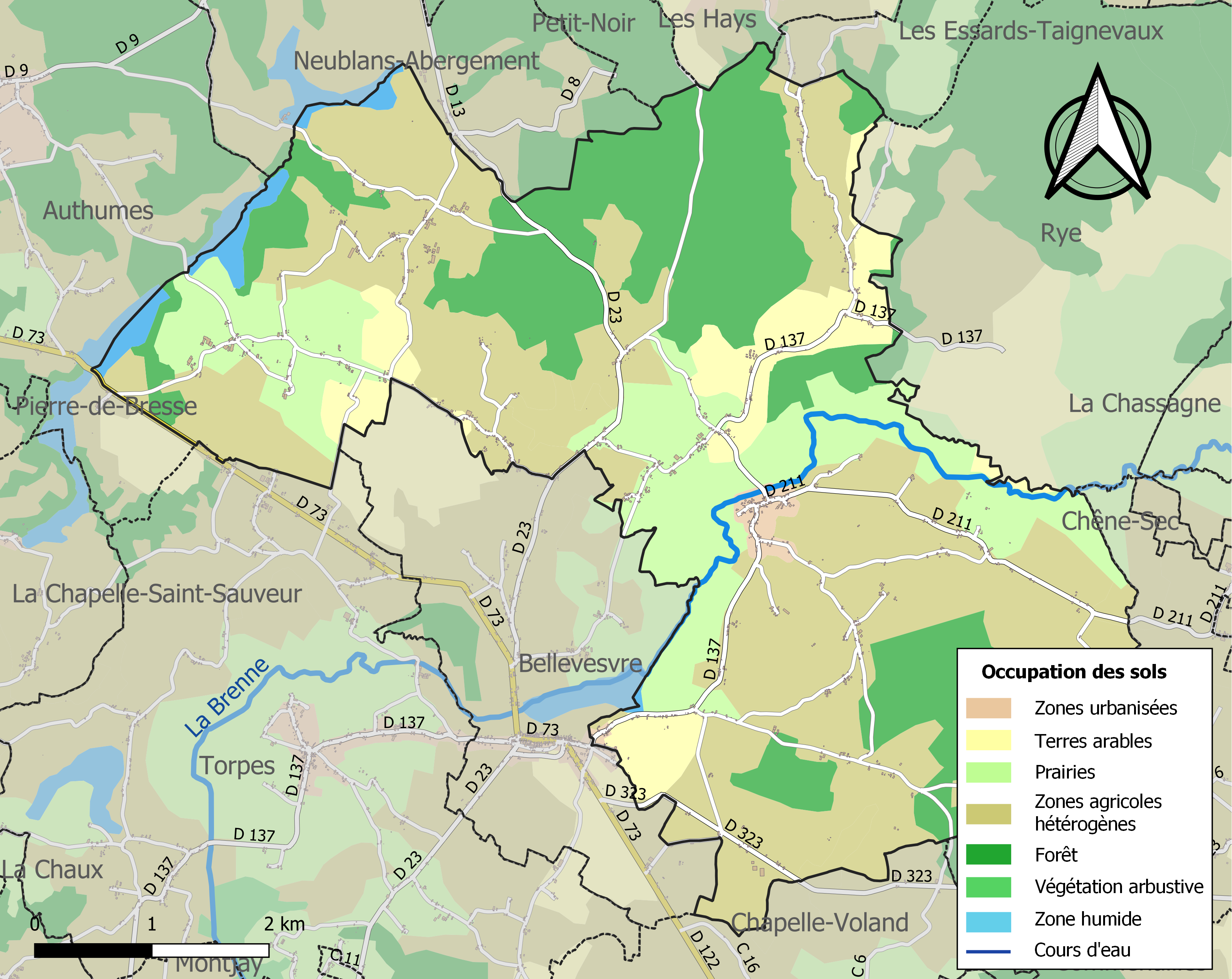
Carte des infrastructures et de l'occupation des sols de la commune en 2018 (CLC).

## Histoire

### Antiquité et période monastique
Le territoire local a été occupé dès l'Antiquité, mais la nature du sol humide, argileux, dépourvu de pierres, n'a pas permis l'érection de monuments durables. Toutefois, de nombreuses traces sont encore visibles sur le terrain : sites jonchés de débris de tuiles et briques d'époque gallo-romaine, tessons, traces visibles de voies romaines.
Mouthier doit son nom à son monastère (moustier = couvent).
Bien avant l'an mille, des moines sont venus s'installer dans ce lieu : il est à peu près certain que Mouthier fut évangélisé par saint Lautein (470-547) et que celui-ci fonda le monastère dont il ne reste plus rien aujourd'hui. Celui-ci est mentionné en 926 dans un testament de l'abbé Bernon, premier abbé de Cluny, sous le nom d'Ethice, puis dans différents titres en date de 1089, 1107, 1111, 1159... sous les noms de « Cenobium Ethicense », « Abbatia », « Monastérium », « Ecclesia Si Eugendi Ethicae » ou encore « Ethicencis ». (Au XVe siècle, il sera finalement nommé « Monastérium in Brixia » dans le catalogue des bénéfices de l'abbaye de Cluny.
La cohésion religieuse grandissant au Xe siècle, c'est sous l'autorité de l'abbé Bernon, que le couvent de Mouthier fut uni aux abbayes de Gigny, Baume-les-Messieurs et Silèce (Saint-Lothain), toutes  « filles » de celle de Cluny.
À sa mort, en 927, l'abbé Bernon légua le gouvernement de Baume, Gigny, Ethice et Silèce à un parent, et celui de Cluny à un autre disciple. Le destin du prieuré de Mouthier rejoint celui de Baume et se sépare désormais de celui de Cluny.
Jusqu'au XVIe siècle, le tissu des relations étroites entre les monastères reste solide, mais aux XVIIe siècle et XVIIIe siècle, les moines cédèrent les fonctions curiales à un prêtre séculier, les prieurs étaient « commendataires », nommés par le roi, ils avaient la jouissance des revenus de l'abbaye. Laïcs, ils laissaient souvent l'administration spirituelle du monastère à des prieurs claustraux ou des prêtres desservant le prieuré. À partir de 1771, les moines, peu assidus à la vie monastique abandonnèrent le prieuré qui fut réuni au chapitre de Baume. Les bâtiments claustraux abritèrent le régisseur de l'abbé commendataire, servirent à la fois de mairie et d'école, l'église du couvent - l'église de Saint-Oyant - servit de remise à bois.
À la Révolution, les biens du prieuré furent nationalisés, bâtiments démolis et vendus par lots, mobilier et ornements vendus (fondus en monnaie) malgré la supplique du curé paroissial et de la municipalité de l'époque adressée aux administrateurs du département. Le moulin du prieuré fut vendu en état en 1792.

### Seigneuries
Le territoire de Mouthier fut placé sous la dépendance de 4 seigneuries :
- la baronnie de Bellevesvre (seigneur du clocher de Mouthier, suzerain sur les hameaux de Four-en-Chaux, la Ronce, les Creuillons, le Rond, une partie d'Hiège et la Verne). Son château se trouvait à Bellevesvre ;
- la baronnie de Dissey (suzerain sur les hameaux de Dissey, le Colombier, les Champs, les Rattes). Le château existait encore au Colombier en 1634. Il disparut peu après, quelques traces sont encore visibles au sol ;
- les seigneuries d'Hiège-Evans tenaient leurs fiefs du baron de Bellevesvre, régnaient sur les hameaux d'Evans, l'autre partie d'Hiège, les Bigueurs, le Tilleret, Chêne-Sec. Le château, plutôt une maison forte, existait encore en 1778 à la dernière rénovation du terrier, le puits subsiste toujours au hameau d'Evans ;
- la seigneurie d'Authumes (issue de la baronnie de Pierre) régnait sur les hameaux de Chouillère, Favry et sur Authumes, où les restes du château sont encore imposants.

Chaque quartier avait donc ses redevances propres selon son appartenance à l'une ou l'autre de ces seigneuries. Les seigneurs avaient depuis longtemps fait établir par leurs notaires des actes de reconnaissance de leurs droits sur leurs sujets.

### La paroisse de Mouthier
Mouthier posséda deux églises : celle du prieuré, l'église de Saint-Oyant, très vaste, était réservée au monastère ; l'autre plus modeste, l'église de Saint-Vite bâtie juste à côté sous la protection du seigneur de Bellevesvre, était l'église paroissiale. En 1783, les habitants, attachés à leur église, demandent le réparation de celle de Saint-Vite et refusent d'occuper celle de Saint-Oyant pourtant plus vaste : un gros budget de réparation s'engage donc, accordé par la subdélégation de Seurre : clocher, toit de la nef, chapelle latérale, porte, carrelage, sacristie, chœur.
La paroisse de Mouthier était considérable, englobant les territoires de « Mouthier rive gauche de la Brenne » et de « Dissey rive droite », avec Beauvernois, Chêne-Sec, Le Tilleret, Teignevaux, Saint-Martin, Chalange. Responsable de 2 158 paroissiens en 1791, le curé demandait des assistants pour le seconder dans sa trop lourde tâche. L'actuelle église, incendiée en 1855, puis réparée, renferme la pierre légendaire de Saint-Vite, sur laquelle le saint fut martyrisé par les Romains et rapportée du royaume de Naples ; elle renferme aussi une piéta, sculpture polychrome toute de bois du XVIe siècle, ainsi que quatre bâtons de pèlerin magnifiquement travaillés, classés au registre des monuments historiques.

### La communauté administrative de Mouthier à la Révolution
En 1790, la communauté regroupe trois zones administratives distinctes :
- « Mouthier rive gauche » qui englobait le Bourg, Hiège, Evans,lLe Rond, les Creuillons, la Ronce, Four-en-Chaux, administrée par un échevin élu, mais aux pouvoirs limités ;
- Beauvernois qui recouvre le Tilleret, les Bigueurs, Chêne-Sec administrée par le même échevin que Mouthier ;
- « Dissey rive droite » qui englobait Dissey, les Champs, les Rattes, la Verne, Chouillère, Favry, administrée par son propre échevin élu.

Ces trois communautés étaient souvent appelées à travailler ensemble pour de mêmes causes. En 1789, deux d'entre elles, Mouthier et Dissey, seront réunies pour former l'actuelle commune de Mouthier, séparées désormais de la commune de Beauvernois en Saône-et-Loire, celles du Tilleret et de Chêne-Sec en Franche-Comté.

#### Hiège
Le nom de Hiège provient de aqua, eau en latin, qui a donné « aige » en patois pour désigner un canal d'irrigation.

### L'école
Les premiers instituteurs furent les moines, et les écoles étaient annexées au monastère, encore en 1783, malgré leurs départs.
En 1695, une ordonnance de Louis XIV laissa aux habitants la faculté de choisir leur recteur d'école, mais l'avis du curé était indispensable. Les instituteurs communaux passaient un marché avec la municipalité qui les rétribuait ; ils s'engageaient aussi à assister le curé à la messe, chanter les vespres, assister aux enterrements, mariages, baptêmes, nettoyer, décorer l'autel... Mouthier, étant une très vaste paroisse, eut très tôt plusieurs écoles avant 1691 : au prieuré, à Chouillère, parfois au domicile des maîtres-adjoints. Le hameau de Chouillère avait des instituteurs irréguliers qui tenaient école dans l'une ou l'autre des maisons du hameau, souvent dans la « maison des grenouilles », à Charbonnière.
En 1748, la paroisse acheta au bourg une propriété pour y construire une école communale et loger le recteur, mais en 1783, celle-ci n'est pas encore construite (emplacement probable de l'actuelle mairie).
En 1847 s'ouvre la première école communale de filles ; en 1849, les sœurs de la Providence de Portieux en ouvrent une autre qui connait un vif succès (120 élèves) ; des conflits fréquents opposeront la commune et cette école libre ; en 1868, la commune vote alors la gratuité absolue des écoles communales. On construit l'école de hameau à Chouillère (en brique, selon des plans de l'architecte chalonnais Charles Gindriez), avec une classe de filles et une classe de garçons en 1889.
En 1892, l'école du bourg fut reconstruite en entier sur le même emplacement (actuellement mairie). Au début 1900, les instituteurs du bourg recevaient 150 élèves d'octobre à mars. En 1912, les effectifs sont tels que la commune engage la construction d'une nouvelle école pour les filles (l'actuelle école) si bien qu'en 1914, l'école libre, faute d'effectifs, doit fermer ses portes.
L'exode rural a très vite frappé le village. En 1965, il faut déjà fermer l'école de hameau. Au bourg, deux classes subsisteront jusqu'en 1988. Aujourd'hui, une seule classe est ouverte, la municipalité a demandé son entrée dans le regroupement pédagogique intercommunal de Bellevevsre et Torpes, en 1988. Ce sont les enfants de grande section maternelle et de cours préparatoire de Mouthier, Bellevesvre, Torpes et Beauvernois qui remplissent depuis, cette classe. Heureusement, ils bénéficient du ramassage scolaire porte à porte par mini-bus matin, midi et soir.
Avant 1930, les enfants éloignés apportaient leur repas de midi, puis en 1930, on créa une cantine pour les mois d'hiver. Puis en 1945, celle-ci fonctionna toute l'année scolaire. Avec l'entrée en R.P.I., la cantine de Mouthier disparaîtra après sa fusion avec celle de Bellevesvre. Dans des locaux devenus trop exigus, la traditionnelle cantine prendra le statut de restaurant scolaire municipal dans un bâtiment neuf, construit à Bellevesvre et géré en commun par les communes du R.P.I.

## Économie
L'économie repose principalement sur l'agriculture, principalement la polyculture. Le territoire est inclus dans le domaine AOC pour la production du poulet de Bresse.
Les nombreux commerces et artisanats (en 1910 : 6 aubergistes, 1 boulanger, 3 cantonniers, 3 charrons, 1 cordonnier, 4 épiciers-merciers, 3 forgerons, 2 gardes-champêtres, 4 entreprises de battage, 4 maçons, 2 menuisiers, 3 meuniers, 1 perruquier, 5 sabotiers, 1 tonnelier, etc.) ont pratiquement disparu.
La commune devient progressivement une zone de villégiature, en raison de forêts giboyeuses, et de prairies se prêtant bien à l'élevage de chevaux.

## Politique et administration

### Tendances politiques et résultats

#### Élections présidentielles
Le village de Mouthier-en-Bresse place en tête à l'issue du premier tour de l'élection présidentielle française de 2017, Marine Le Pen (RN) avec 34,55 % des suffrages. Mais lors du second tour, Emmanuel Macron (LaREM) est en tête avec 51,75 %.

#### Élections législatives
Le village de Mouthier-en-Bresse faisant partie de la quatrième circonscription de Saône-et-Loire, place lors du 1er tour des élections législatives françaises de 2017, Maxime Thiébaut (FN) avec 28,31 % des suffrages. Mais lors du second tour, il s'agit de Cécile Untermaier (PS) qui arrive en tête avec 58,27 % des suffrages.

#### Élections régionales
Le village de Mouthier-en-Bresse place la liste « Pour la Bourgogne et la Franche-Comté » menée par Gilles Platret (LR) en tête, dès le 1er tour des élections régionales de 2021 en Bourgogne-Franche-Comté, avec 28,16 % des suffrages. Lors du second tour, les habitants décideront de placer la liste de « Notre Région Par Cœur » menée par Marie-Guite Dufay, présidente sortante (PS) en tête, avec cette fois-ci, près de 39,83 % des suffrages. Devant les autres listes menées par Gilles Platret (LR) en seconde position avec 32,20 %, Julien Odoul (RN), troisième avec 24,58 % et en dernière position celle de Denis Thuriot (LaREM) avec 3,39 %. Il est important de souligner une abstention record lors de ces élections qui n'ont pas épargné le village de Mouthier-en-Bresse avec lors du premier tour 66,25 % d'abstention et au second, 61,20 %.

#### Élections départementales
Le village de Mouthier-en-Bresse faisant partie du canton de Pierre-de-Bresse place le binôme de Aline Gruet (DVD) et Sébastien Jacquard (DVD), en tête, dès le 1er tour des élections départementales de 2021 en Saône-et-Loire avec 47,66 % des suffrages. Lors du second tour, les habitants décideront de placer de nouveau le binôme de Aline Gruet (DVD) et Sébastien Jacquard (DVD), en tête, avec cette fois-ci, près de 72,73 % des suffrages. Devant l'autre binôme menée par Ghislaine Fraisse (RN) et Bertrand Rouffiange (DVD) qui obtient 27,27 %. Il est important de souligner une abstention record lors de ces élections qui n'ont pas épargné le village de Mouthier-en-Bresse avec lors du premier tour 65,30 % d'abstention et au second, 59,94 %.

### Liste des maires de Mouthier-en-Bresse
| Période                                  | Période   | Identité        | Étiquette | Qualité  |
| ---------------------------------------- | --------- | --------------- | --------- | -------- |
| juin 1995                                | mars 2008 | Louis Revy      |           |          |
| mars 2008                                | mai 2020  | Pierre Nicolle  |           | Retraité |
| mai 2020                                 | en cours  | Robert Miconnet |           |          |
| Les données manquantes sont à compléter. |           |                 |           |          |

## Démographie
Bien que décimée, comme tous les villages des environs, lors des guerres contre les Francs-Comtois en 1636, Mouthier a connu une population importante. Village très rural, éloigné des grands axes routiers et des grands pôles économiques ou industriels, la population y a prospéré jusqu'en 1850 grâce à l'agriculture.
L'industrialisation, qui a vidé le monde rural, a fortement touché le village dont la population continue à décroitre.

L'évolution du nombre d'habitants est connue à travers les recensements de la population effectués dans la commune depuis 1793. Pour les communes de moins de 10 000 habitants, une enquête de recensement portant sur toute la population est réalisée tous les cinq ans, les populations de référence des années intermédiaires étant quant à elles estimées par interpolation ou extrapolation. Pour la commune, le premier recensement exhaustif entrant dans le cadre du nouveau dispositif a été réalisé en 2008.

En 2022, la commune comptait 428 habitants, en évolution de −0,23 % par rapport à 2016 (Saône-et-Loire : −1,06 %, France hors Mayotte : +2,11 %).
| 1793  | 1800  | 1806  | 1821  | 1831  | 1836  | 1841  | 1846  | 1851  |
| ----- | ----- | ----- | ----- | ----- | ----- | ----- | ----- | ----- |
| 1 442 | 1 371 | 1 346 | 1 503 | 1 604 | 1 703 | 1 690 | 1 713 | 1 700 |

| 1856  | 1861  | 1866  | 1872  | 1876  | 1881  | 1886  | 1891  | 1896  |
| ----- | ----- | ----- | ----- | ----- | ----- | ----- | ----- | ----- |
| 1 613 | 1 627 | 1 642 | 1 646 | 1 660 | 1 728 | 1 659 | 1 652 | 1 617 |

| 1901  | 1906  | 1911  | 1921  | 1926  | 1931  | 1936  | 1946 | 1954 |
| ----- | ----- | ----- | ----- | ----- | ----- | ----- | ---- | ---- |
| 1 655 | 1 643 | 1 545 | 1 349 | 1 237 | 1 141 | 1 064 | 943  | 904  |

| 1962 | 1968 | 1975 | 1982 | 1990 | 1999 | 2006 | 2008 | 2013 |
| ---- | ---- | ---- | ---- | ---- | ---- | ---- | ---- | ---- |
| 802  | 753  | 634  | 557  | 468  | 418  | 405  | 401  | 433  |

| 2018 | 2022 | - | - | - | - | - | - | - |
| ---- | ---- | - | - | - | - | - | - | - |
| 424  | 428  | - | - | - | - | - | - | - |

## Lieux et monuments
- L'église, placée sous le vocable de saint Vite, qui héberge une vierge du XVIe siècle. Elle présente aussi la particularité d'avoir conservé un type de mobilier relativement rare, visible dans le chœur : plusieurs lanternes ou porte-cierges de procession du XVIIIe siècle (classés MH le 5 mars 1956)[22].
- L'ancienne école de filles (école actuelle)[23].

## Pour approfondir